# Pleurothallis prolaticollaris
Pleurothallis prolaticollaris är en orkidéart som beskrevs av Carlyle August Luer. Pleurothallis prolaticollaris ingår i släktet Pleurothallis och familjen orkidéer. Inga underarter finns listade i Catalogue of Life.